# 三上寛
三上 寛（みかみ かん、1950年〈昭和25年〉3月20日 - ）は、日本のフォークシンガー、俳優、詩人。青森県北津軽郡小泊村（現・中泊町）出身。

## 来歴・人物
代々漁師の家系（ただし父親は役場勤務）に生まれる。
小泊村立小泊小学校（現・中泊町立小泊小学校）時代には、後に現代詩の手解きを受けることになる（アレン・ギンズバーグなどの存在も教わる）泉谷明と出会う。
1960年代から活動した日本のフォークシンガーは、音楽を始めたきっかけとして、ボブ・ディランなどを挙げる人が多いが、三上のギターを弾き始めたきっかけは、小林旭の『渡り鳥シリーズ』だという。青森県立五所川原高等学校在学中は、生徒会長を務めたことがあり、バンドを組んでザ・タイガースやジャッキー吉川とブルーコメッツなどをカバーしていた。作詞も高校一年から始め、バンドでは自作のオリジナル曲を演奏したこともあるという。1967年にはガリ版刷り詩集『白い彫刻』を自費出版。同郷の詩人寺山修司の眼にとまり、「寛は詩がうまい」と言われたともいう。
高校卒業後、青森県警に採用され警察学校に入学したが、在学中に盗みを働いたと疑われ退学となり（ただしこれは濡れ衣を着せられた冤罪であり、後に真犯人が逮捕されている。）、1968年秋に詩人になりたい気持ちを秘めながら上京。
初めは片瀬江ノ島駅近くの割烹料亭「角若松」での板前見習いに就くも、岡林信康の「山谷ブルース」を聞いた衝動で退職を決意。1969年1月31日に東京へ出て、翌日から中野区の新聞販売店で住み込み勤務を始め、詩を書き溜めていった。配達先のスナックのマスターの紹介で、田原総一朗（当時は東京12チャンネルのディレクター）と会い、永山則夫を題材にした『ピストル魔の少年』（高卒の三上にとって当時の大学生を中心とした学生運動よりも強い重要性を感じた事象であり、永山事件の芝居化も計画していた）を歌う。1970年11月11日には、田原が制作したドキュメンタリー青春『ドギつく生きよう宣言〜もう一人の永山則夫・三上寛〜』が放送された。
1970年1月から、アナーキストの牧田吉明がオーナーを務める渋谷のライブスペース「ステーション70」に出演するようになり、フォークシンガーの道を歩む。同店の客だった楯の会第一期メンバー阿部勉の紹介で、田中清玄が運営する千葉のコンビナートでの下請けを始める。
1971年3月、ばばこういち（前述の田原総一朗の上司でもあった）のプロデュースによって、シングル「馬鹿ぶし」でデビュー。バーテンダーのアルバイトをしていた新宿ゴールデン街のスナック「唯尼庵」に来店したプロデューサーの誘いがきっかけで、同年8月7日・8日の「第3回全日本フォークジャンボリー（中津川フォークジャンボリー）」に急遽出演を果たす。自作歌詞による「夢は夜ひらく」のカバーや、よど号ハイジャック事件を題材にした「飛行機ぶんどって」などを歌唱して、男性観衆を中心に大歓声を浴び、知名度も向上した。
一方で、その風貌から1970年代のジョイントコンサートでは、三上がステージに出てくるとガロや吉田拓郎めあてに来ていた女性ファンは、一斉にトイレに逃げ込んでいたといわれる。
1973年の東映映画『ネオンくらげ』は、監督の内藤誠が三上の楽曲の世界観を映画化したもの。
本格的な俳優業は、1975年11月公開の深作欣二監督『新仁義なき戦い 組長の首』からだが、これは1974年に新宿コマ劇場で、田中真理や中山千夏らとオールナイトイベントに出演した際、同じく出演していた深作と倉本聰と知り合ってからで、『新仁義なき戦い 組長の首』の撮影が東映京都撮影所であり、まだピラニア軍団と名乗る前の東映京都の大部屋俳優に親切にしてもらった。三上が渡瀬恒彦と飲んだ時、渡瀬からピラニア軍団のレコード制作のアイデアが出て、三上がベルウッド・レコードの北村孝志に話を持ち掛け、プロデュースをピラニア軍団の面倒を見ていた中島貞夫に頼み、1977年4月にピラニア軍団のアルバム『ピラニア軍団』がリリースされた。ピラニア軍団はレコーディング中ずっと酒を飲み続け、夜中に酒屋をたたき起こして酒を追加したという。途中から『北陸代理戦争』を撮影中の深作欣二と松方弘樹が参加。また当時東映がビデオ撮影を研究中で、スタッフがVTRを回してレコーディングの模様を撮影し、東映太秦映画村で繰り返し上映された。
音楽活動の一方、俳優業でも数多くの作品で活躍しており、1970年代の映画や刑事ドラマでは、個性派の怪優を演じた。

## ディスコグラフィ

### シングル
※　すべて7インチ・レコードにて発売。
| 発売日           | 規格品番       | 面             | タイトル                           |
| 日本コロムビア   | 日本コロムビア | 日本コロムビア | 日本コロムビア                     |
| ---------------- | -------------- | -------------- | ---------------------------------- |
| 1971年3月        | LL-10158       | A              | 馬鹿ぶし                           |
| 1971年3月        | LL-10158       | B              | ものな子守唄                       |
| 1972年1月        | LL-10184       | A              | 夢でよかった                       |
| 1972年1月        | LL-10184       | B              | 砂丘                               |
| 1972年           | LL-10208       | A              | おまわりさん                       |
| 1972年           | LL-10208       | B              | ホイ！                             |
| URC              |                |                |                                    |
| 1972年3月        | URT-0067       | A              | 夢は夜ひらく                       |
| 1972年3月        | URT-0067       | B              | 誰を怨めばいいのでございましょうか |
| 1972年3月        | URT-0068       | A              | 青森県北津軽郡東京村               |
| 1972年3月        | URT-0068       | B              | よいしょよいしょ                   |
| 日本コロムビア   |                |                |                                    |
| 1973年8月        | CD-188         | A              | かけおち                           |
| 1973年8月        | CD-188         | B              | おととし泣いた夕暮れと             |
| ビクター音楽産業 |                |                |                                    |
| 1975年1月        | SF-83          | A              | 今度お前と会う時は                 |
| 1975年1月        | SF-83          | B              | あいつ                             |
| 1976年2月        | SF-115         | A              | せりふ                             |
| 1976年2月        | SF-115         | B              | 自己嫌悪のサンバ                   |
| 東芝EMI/Express  |                |                |                                    |
| 1980年7月        | ETP-17019      | A              | なかなか                           |
| 1980年7月        | ETP-17019      | B              | 大感情                             |
| 1981年6月        | ETP-17135      | A              | Woo Baby Oh Baby                   |
| 1981年6月        | ETP-17135      | B              | 俺のエレジー                       |
| 1981年9月        | ETP-17218      | A              | 典子は、今〜愛のテーマ             |
| 1981年9月        | ETP-17218      | B              | 典子は、今（インスト）             |
| 1982年8月        | ETP-17372      | A              | 函館に行ったことがない             |
| 1982年8月        | ETP-17372      | B              | 俺のラブソング                     |
| 1982年12月       | ETP-17434      | A              | オートバイの失恋                   |
| 1982年12月       | ETP-17434      | B              | BANG!                              |

### アルバム

#### オリジナル・アルバム
| 発売日                   | 規格           | 規格品番       | アルバム                                |
| 日本コロムビア           | 日本コロムビア | 日本コロムビア | 日本コロムビア                          |
| ------------------------ | -------------- | -------------- | --------------------------------------- |
| 1971年4月10日            | LP             | YS-10093-J     | 三上寛の世界                            |
| 2007年11月21日           | CD             | COCP-51062     | 三上寛の世界                            |
| 1972年1月                | LP             | YS-10114-J     | 三上寛のひとりごと                      |
| 2007年11月21日           | CD             | COCP-51063     | 三上寛のひとりごと                      |
| 1973年12月               | LP             | CD-7106        | 船頭小唄 / 三上寛えん歌の世界           |
| 1998年6月20日            | CD             | COCA-15244     | 船頭小唄 / 三上寛えん歌の世界           |
| 2013年2月13日            | CD             | SWAX-1009      | 船頭小唄 / 三上寛えん歌の世界           |
| URC                      |                |                |                                         |
| 1972年4月1日             | LP             | URG-4011       | ひらく夢などあるじゃなし / 三上寛怨歌集 |
| 1977年                   | LP             | UX-8014        | ひらく夢などあるじゃなし / 三上寛怨歌集 |
| 1980年                   | LP             | SM20-4142      | ひらく夢などあるじゃなし / 三上寛怨歌集 |
| 1989年9月25日            | CD             | H20K25028      | ひらく夢などあるじゃなし / 三上寛怨歌集 |
| 1995年6月16日            | CD             | TOCT-8957      | ひらく夢などあるじゃなし / 三上寛怨歌集 |
| 2002年9月11日            | CD             | IOCD-40017     | ひらく夢などあるじゃなし / 三上寛怨歌集 |
| 2005年3月16日            | CD（紙ジャケ） | IOCD-40085     | ひらく夢などあるじゃなし / 三上寛怨歌集 |
| 2020年3月18日            | CD             | PCCA-04927     | ひらく夢などあるじゃなし / 三上寛怨歌集 |
| 1974年3月                | LP             | URG-4022       | BANG!                                   |
| 1980年12月1日            | LP             | SM20-4144      | BANG!                                   |
| 1989年9月25日            | CD             | H20K25029      | BANG!                                   |
| 1995年12月6日            | CD             | TOCT-9322      | BANG!                                   |
| 2002年10月9日            | CD             | IOCD-40028     | BANG!                                   |
| ビクター音楽産業         |                |                |                                         |
| 1975年4月                | LP             | SF-1053        | 青い炎                                  |
| 2006年1月15日            | CD             | SWAX-73        | 青い炎                                  |
| 1975年                   | LP             | SF-10048       | 寛：言葉・ナンセンス・人間              |
| 2005年12月21日           | CD             | SWAX-74        | 寛：言葉・ナンセンス・人間              |
| 2006年1月21日            | CD             | VICL-61862     | 寛：言葉・ナンセンス・人間              |
| ベルウッド・レコード     |                |                |                                         |
| 1978年                   | LP             | SKS-1013       | 負けるときもあるだろう                  |
| 1985年                   | LP             | K20A-639       | 負けるときもあるだろう                  |
| 1992年                   | CD             | KICS-2149      | 負けるときもあるだろう                  |
| 2006年12月26日           | CD（紙ジャケ） | SWAX-72        | 負けるときもあるだろう                  |
| 2011年4月29日            | CD             | SWAX-72        | 負けるときもあるだろう                  |
| 2013年9月25日            | CD             | SWAX-1011      | 負けるときもあるだろう                  |
| 東芝EMI／Express         |                |                |                                         |
| 1981年6月5日             | LP             | ETP-90059      | Baby                                    |
| PSFレコード              |                |                |                                         |
| 1991年3月20日            | CD             | PSFD-13        | 俺が居る = I'm The Only One Around      |
| 1997年6月26日            | CD             | PSFD-13        | 俺が居る = I'm The Only One Around      |
| 2021年2月19日            | CD             | BE007-13       | 俺が居る = I'm The Only One Around      |
| 1992年                   | CD             | PSFD-20        | 女優                                    |
| 1999年9月21日            | CD             | TPS-20         | 女優                                    |
| 2000年1月21日            | CD             | PSFD-20        | 女優                                    |
| 1993年3月20日            | CD             | PSFD-30        | U.S.E.                                  |
| 1994年3月20日            | CD             | PSFD-44        | 7月の英傑                               |
| 1995年                   | CD             | PSFD-60        | JAZZ・その他                            |
| 1996年3月20日            | CD             | PSFD-72        | 砂山963 = Dune 963                      |
| 1999年9月21日            | CD             | TPS-72         | 砂山963 = Dune 963                      |
| 1997年3月20日            | CD             | PSFD-84        | 峠の商人                                |
| 1998年3月21日            | CD             | PSFD-97        | アラシ・雨・アラシ                      |
| 1999年3月25日            | CD             | PSFD-8002      | 南部式                                  |
| 2000年3月20日            | CD             | PSFD-8004      | 四拾九億八万九千六百五拾八分の拾参      |
| 2001年3月20日            | CD             | PSFD-8007      | 紳士の憂鬱                              |
| 2002年3月20日            | CD             | PSFD-8012      | レスボス                                |
| 2003年3月20日            | CD             | PSFD-8015      | 1979                                    |
| 2007年3月20日            | CD             | PSFD-8026      | 吠える練習//白線                        |
| 2008年3月20日            | CD             | PSFD-8027      | 10(JUW)                                 |
| 2009年3月20日            | CD             | PSFD-8030      | マイナス1                               |
| 2010年3月20日            | CD             | PSFD-8034      | 弥吉                                    |
| TURTLES' DREAM           |                |                |                                         |
| 2004年                   | CD             | TDCD-04        | BACHI(撥) ー柏村からー                  |
| Siwa                     |                |                |                                         |
| 2009年9月                | CD             | SLP902         | nishiogi no tsuki                       |
| H.I.T                    |                |                |                                         |
| 2010年12月4日            | CD             | HIT-0001       | 三上寛 第4詩集 SPIRIT OF AOMORI         |
| CHAOTIC NOISE RECORDINGS |                |                |                                         |
| 2011年11月28日           | CD             | CHAOTIC-012    | 閂 -SUN-                                |
| 2011年12月24日           | CD             | CHAOTIC-013    | 門 -MON-                                |
| 2012年11月18日           | CD             | CHAOTIC-017    | 馬銜っ主                                |
| 2013年10月1日            | CD             | CHAOTIC-018    | ブログ ツィート フェイスブック          |
| 2014年10月10日           | CD             | CHAOTIC-020    | 花も嵐も踏み越えて                      |
| 2014年10月10日           | CD             | CHAOTIC-021    | KIND OF KOCHI                           |
| 2015年11月11日           | CD             | CHAOTIC-025    | 音曲（Ongyoku）                         |
| 2016年12月10日           | CD             | CHAOTIC-028    | Pi                                      |
| 2017年12月15日           | CD             | CHAOTIC-030    | 35HR                                    |
| 2019年8月15日            | CD             | CHAOTIC-035    | ピーターの涙                            |
| 2019年10月25日           | CD             | CHAOTIC-038    | 止                                      |

#### ライブ・アルバム
- 加川良、斉藤哲夫、三上寛 '71中津川全日本フォークジャンボリー実況（1971年、URC）

- 三上寛1972コンサートライヴ“零孤徒”（1972年、URC）
- 夕焼けの記憶から / 三上寛・青森ライヴ（1977年、ビクター）
- 三上寛ライヴ・中津川全日本フォークジャンボリー'71（1979年、SMS）
- 平成元年ライヴ（上）（1990年9月21日、PSF、PSF-5）
- 平成元年ライヴ（下）（1990年9月21日、PSF、PSF-6）
- 御縁・日本青年館ライブ（1994年、PSF、PSFD-49） ※友川かずきとのジョイントライヴ
- 1972～コンサートライヴ零狐徒（1998年8月26日、ユニバーサルミュージック、TOCT-10386）
- 異議ナシ!新宿二丁目ライブ（2005年5月1日、OPEN、OPEN-001）
- 1972 高知大学ライブ＜1,000枚限定生産盤＞（2005年12月21日、三上考務店、MK-3）
- 寛流・韓国初ライブ2006<完全生産限定盤>（2007年3月25日、三上考務店、MK-5）
- 職業（2010年10月20日、渋谷ジャズ維新/Solid Records、CDSOL-1375）
- YAMAMOTO（2013年11月20日、DONBURI DISK、DON-6）
- Live At Cafe Oto（2019年4月下旬、Otoroku、ROKU013CD）
- Live At Cafe Oto（2019年5月29日、Otoroku、ROKU013LP）
- 三上階段（三上寛／非常階段）/ LIVE IN KOCHI CHAOTIC NOISE<完全限定盤>（2019年10月25日、CHAOTIC NOISE RECORDINGS、CHAOTIC-037）
- アピア1979（2020年10月28日、PELMAGE RECORDS、PMF181）

#### ベスト・アルバム
- このレコードを盗め!! 初三上寛ベストアルバム（1982年、東芝エキスプレス）
- ベスト・セレクション～寛（1992年9月23日、ビクターエンタテインメント、VICL-23050）
- 三上寛ベスト・アルバム（1994年5月21日、日本コロムビア、COCA-11611）

### ソノシート
- おまわりさん!!（「少年A」名義）[23]
- ホイ![23]

2曲共に、『まんがNo.1』付属ソノシートとして発表。

## 出演作品

### 映画
- 田園に死す（1974年、ATG / 監督：寺山修司） - 牛
- ふるさと女探訪 桃色の谷間（1975年、東映 / 監督：向井寛） - 文造
- 主婦の体験レポート 続おんなの四畳半（1975年、日活 / 監督：武田一成） - 三井幸一
- 新仁義なき戦い 組長の首（1975年、東映 / 監督：深作欣二） - 笹木茂
- 行く行くマイトガイ 性春の悶々（1975年、新映倶楽部 / 監督：井筒和生） - ケンジ / ある男
- 実録外伝 大阪電撃作戦（1976年、東映 / 監督：中島貞夫） - 真田一郎
- 夫婦秘戯くらべ（1976年、日活 / 監督：武田一成） - 三上寛（本人役）
- 新仁義なき戦い 組長最後の日（1976年、東映 / 監督：深作欣二） - ター坊
- 狂った野獣（1976年、東映 / 監督：中島貞夫） - フォーク歌手
- 沖縄やくざ戦争（1976年、東映 / 監督：中島貞夫） - 金武昇
- 僕は天使ぢゃないよ（1977年［製作は1974年］、スタンス・カンパニー / 監督：あがた森魚） - 成田
- 新・人間失格（1978年、ATG / 監督：吉留絋平） - 真山
- レイプハリケーン 裂く!!（1979年、にっかつ / 監督：白井伸明） - 岩田岩吉
- 天使の欲望（1979年、東映 / 監督：関本郁夫） - 松沢英雄
- おんなの細道 濡れた海峡（1980年、にっかつ / 監督：武田一成） - 男
- 典子は、今（1981年、東宝 / 監督：松山善三） - 富永健一
- 恥辱の部屋（1982年、にっかつ / 監督：武田一成） - 千鶴子（風祭ゆき）の新しい男
- 戦場のメリークリスマス（1983年、松竹富士 / 監督：大島渚） - イトウ憲兵中尉
- 子象物語 地上に降りた天使（1986年、東宝 / 監督：木下亮） - 横山菊男
- この愛の物語（1987年、松竹富士 / 監督：舛田利雄） - 黒岩
- 抱かれて濡れて（1988年、現代映像企画 / 監督：釜田千秋）
- 226（1989年、松竹富士 / 監督：五社英雄） - 堂込喜市曹長
- トパーズ（1992年、メルサット / 監督：村上龍） - レストランの男
- 大感傷仮面（1992年、アイ・エム・オー / 監督：クマガイコウキ） - 向坂勝利
- 望郷（1993年、松竹 / 監督：斎藤耕一）
- AIKI（2002年、日活 / 監督：天願大介） - セコンド
- 痴食（2002年、シネ・ヌーヴォ / 監督：佐々木育野）
- アイデン&ティティ（2003年、東北新社 / 監督：田口トモロヲ） - 居酒屋「なまず」店長
- 世界で一番美しい夜（2007年、ファントム・フィルム / 監督：天願大介） - 権三
- 南京の真実 第1部「七人の死刑囚」（2008年、チャンネル桜エンタテインメント / 監督：水島総） - 花山信勝
- 美代子阿佐ヶ谷気分（2009年、ワイズ出版/監督：坪田義史）
- BOX 袴田事件 命とは（2010年、スローラーナー/監督：高橋伴明）
- エクレール・お菓子放浪記（2011年、マジックアワー＋『エクレール・お菓子放浪記』全国配給委員会/監督：近藤明男）
- けの汁（2011年、監督：千村利光）
- ヴァージン・ゴージャス・プリンセス!（2012年、渋谷プロダクション/監督：福島拓哉）
- KAN - 寺山修司を愛した男（2013年、監督：ロジェー・ワルッヒ）
- 華魂　幻影[24](2016年) - 山下五郎 役
- 「独逸人」Der Deutsche（2018年、監督：ロジェー・ワルッヒ）
- 無頼（2020年、監督∶井筒和幸)
- 葵ちゃんはやらせてくれない（2021年5月15日、いまおかしんじ監督、キングレコード）
- 日本統一23 宮里
- となりの宇宙人（2025年6月27日、SPOTTED PRODUCTIONS / 監督：小関裕次郎）[25]

### テレビドラマ
- 夜明けの刑事（TBS / 大映テレビ）  
  - 第63話「母は復讐など許さない!!」（1976年3月10日） - 村井一郎
  - 第93話「美女の罠・お願い!一緒に死んで!!」（1976年11月10日） - 横山
- 大都会 PARTII（NTV / 石原プロ）
  - 第3話「白昼の狂騒」（1977年4月19日） - 手塚公男
  - 第37話「銀行ギャング徳吉」（1977年12月13日） - 西村

- ドラマ人間模様 / 事件 第2話（1978年4月16日、NHK）
- 大都会 PARTIII第6話「東京クライシス」（1978年11月7日、NTV / 石原プロ） - 木崎勇二
- 大河ドラマ（NHK）
  - 獅子の時代（1980年） - 雄太
  - おんな太閤記（1981年） - 福島正則
  - いのち（1986年） - 中川忠之
- 連続テレビ小説 / おしん（1983年、NHK） - 松田（小学校の教師）
- 壬生の恋歌（1983年、NHK）- 原田左之助
- 昭和四十六年 大久保清の犯罪（1983年） - 大久保貞吉
- 旅よ恋よ女たちよ（1985年1月5日、NHK） - 支配人
- 火曜サスペンス劇場 / 虚構の空路（1987年12月、NTV / 大映映像） - 近藤刑事
- ベイシティ刑事（1987年 - 1988年、ANB / 東映） - 本牧の錠
- ドラマ23 / 恋のタイトロープ（1988年、TBS）
- さすらい刑事旅情編 第18話「上越新幹線 とき 雪に消えた花嫁」（1989年3月1日、ANB / 東映）
- 月曜ドラマスペシャル / リトルステップ 命の限り踊りたい（1990年、TBS）
- パパとなっちゃん（1991年、TBS）
- 木曜ゴールデンドラマ / ハンサムガールズII 結婚は女が選択する（1991年、YTV）
- 土曜ドラマ / 秋の選択（1996年、NHK）
- 真夜中ドラマ / 名建築で昼食を（2020年、BSテレ東 / テレビ大阪、松竹撮影所） - マスター

### 劇場アニメ
- おしん（1984年） - 松田

### オリジナルビデオ
- 新・初体験物語（1992年、徳間ジャパンコミュニケーションズ）
- 雀豪烈伝 海に眠る月（1994年、にっかつビデオ）
- 成田アキラのテレクラ稼業（1994年、ココナッツボーイ・プロジェクト）
- セーラー服仁義 新宿歌舞伎町外伝（1994年、日本スカイウェイ）
- ナンパ屋★KEN（1995年、東映ビデオ）
- スキャンドール（1996年、東映ビデオ）

### 情報番組
- 三上寛のJanJan金曜日→JanJanサタデー司会（1981年4月 - 1987年3月、静岡第一テレビ）
- テレビあっとランダム 料理特集でのレポーター（テレビ東京）

### ラジオ出演
- ノムラでノムラだ♪ EXトラ!月曜日 ゲスト（2011年1月.6月.12月 -MBSラジオ）
- 大塚まさじMOONLIGHT MAGICゲスト（2012年1月27日.2月3日 -FM COCOLO）

## 著作
- 白い彫刻（1967年、自費出版）
- 愛と希望に向かって撃て（1973年、社会思想社）
- 三上寛の世界（1976年、共同音楽出版社）
- 北津軽郡東京村（1976年、津軽書房）
- さようならああと手をふって（1977年、新書館）
- お父さんが見た海（1979年、思潮社）
- 津軽野郎（1980年、北の街社）
- 子供の頃僕は、優等生だった（1982年、話の特集）
- 津軽発妄想列車最終便（1982年、立風書房）
- 上京入門（1987年、KKロングセラーズ）
- 三上寛怨歌に生きる（2000年、彩流社）
- ウトウとクイナ Puffin and Rail（2020年、今人舎）